# Ornella Grassi
Ornella Grassi (Pontremoli, 18 febbraio 1952) è un'attrice italiana.
Nel corso della sua carriera ha recitato a teatro, in radio e in televisione.

## Biografia
Ha iniziato a lavorare giovanissima, all'età di cinque anni, in trasmissioni radiofoniche per bambini della RAI.
Dopo aver seguito studi classici, si è laureata in lingue all'Università degli Studi di Firenze. La perfetta conoscenza delle lingue inglese, francese e tedesco l'ha portata ad essere scelta personalmente da François Truffaut per la traduzione simultanea di La signora della porta accanto con Gérard Depardieu e Fanny Ardant.
Nel 2019 ha sceneggiato e diretto il film Una donna. Poco più di un nome, dedicato a Enrica Calabresi.
Da segnalare la sua attività di lettrice di poesie scritte da celebri autori quali Jacques Prévert, Marcel Proust o Sylvia Plath.

## Impegno in politica
Nel giugno 2009 è stata eletta consigliere al Quartiere 1 Centro Storico di Firenze, nelle file del Partito Democratico. Ricopre l'incarico di presidente della Commissione Servizi Culturali.

## Filmografia

### Cinema
- La cerimonia dei sensi, regia di Antonio D'Agostino (1979)
- Sindrome veneziana, regia di Carlo U. Quinterio (1989)
- Con gli occhi chiusi, regia di Francesca Archibugi (1994)
- Reality News, regia di Salvatore Vitiello (2011)
- Il processo di Artemisia Gentileschi, regia di Paolo Bussagli (2011) – aiuto regista
- In guerra senza uccidere, soggetto e regia di Ornella Grassi (2012)
- Una donna. Poco più di un nome, sceneggiatura e regia di Ornella Grassi (2019)

### Televisione
- Sorelle Materassi, regia di Mario Ferrero
- Sotto i ponti di New York (Italia), di Maxwell Anderson, regia di Silverio Blasi
- ESP (extra sensory perceptions), regia di Daniele D'Anza
- Maman Colibrì, regia di Anton Giulio Majano (1973) - film TV
- La zuppiera, regia di Fulvio Tolusso
- Un attimo meno ancora, regia di Dino Bartolo Partesano
- Giù insieme fino in fondo, regia di Salvatore Nocita
- Firenze d'allora, regia di Sandro Sequi
- Delitto sulle punte, regia di P. Passalacqua
- Diario di un cinquantenne, regia dei Fratelli Frazzi
- Estate e fumo di Tennessee Williams, regia di R. Meloni
- Che fare? Di Chernisewsky, regia di G. Serra]
- La reggia dei Gonzaga, regia di Corona
- Il trenino e Il Fanbernardo, due cicli della trasmissione per bambini, regia di M. Cajano
- Università in Toscana, regia di N. Mozzato
- Lucienne e il macellaio, regia di S. Genni
- Portami tante rose, regia di Marco Hagge
- Più nero non si può, regia di Marco Hagge
- Il rosso e il blu, regia di Helga Quest
- Ciro, Anna e compagnia, regia di M. Cajano
- Poesia e realtà, regia di Sandro Spina
- Artemisia Gentileschi, regia di S. Bertossa
- Villa Demidoff, regia di Talenti
- La colpevole, regia di Cinzia TH Torrini

## Teatro

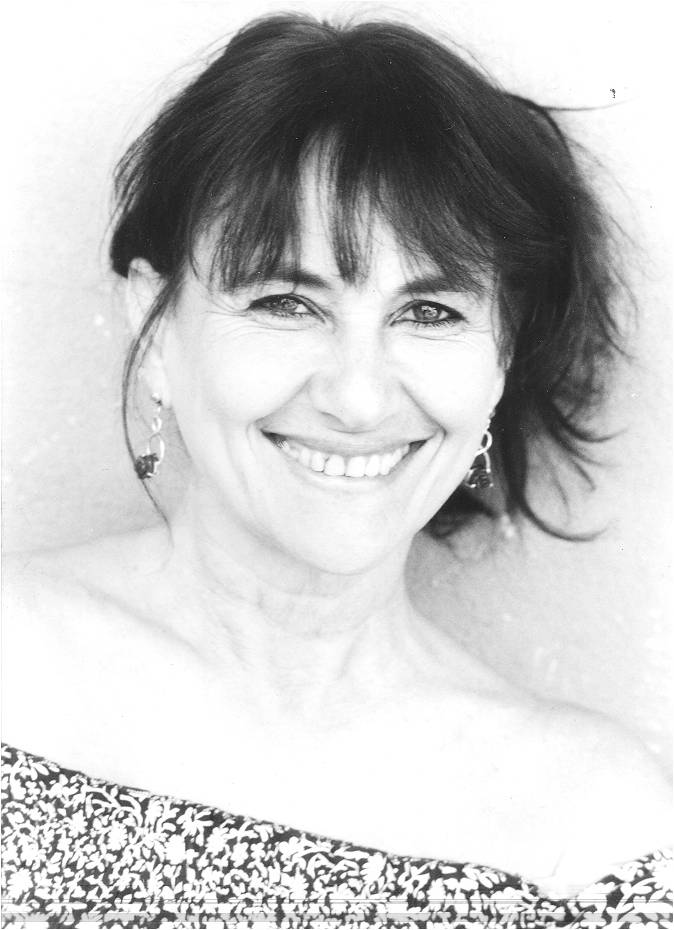
Ornella Grassi

- Nozze di sangue, di Federico García Lorca, regia Alessandro Brissoni, Firenze, 1962
- Oltre l'orizzonte, di Eugene O'Neill, regia di Cosimo Fricelli, Trieste, 1963
- Sogno di una notte di mezza estate, di William Shakespeare, regia di Beppe Menegatti
- Lo scoiattolo in gamba, di Eduardo De Filippo
- Lazzaro, di Luigi Pirandello, regia Mario Ferrero
- Leonce e Lena, di Georg Büchner, regia di Domenico De Martino
- Il pellicano, di August Strindberg, regia di Alberto Rosselli
- La donna perfetta, di Dacia Maraini, regia di Dacia Maraini e Annabella Cerliani, Biennale di Venezia, 1974
- La cena delle beffe, regia di Roberto Bisacco
- Don Giovanni, regia di Beppe Menegatti
- Il compagno dagli occhi senza cigli, di Gabriele D'Annunzio, regia Massimo Luconi con Remo Girone
- Ai dadi, di Marcello Morante, regia di Marco Giorgetti
- Stan il vecchietto, di Marcello Morante, regia di Marco Giorgetti
- Conduzione della giornata dedicata alla pace in occasione del concerto di Zubin Mehta al Teatro Comunale di Firenze
- Wertheim, Lo spirito della morte, L'ospite desiderato, Amara, La bella addormentata nel bosco, Marionette che passione, mise en espace regia Alberto Gagnarli
- Giovanna, regia di Ennio Coltorti
- Bagheria, di Dacia Maraini, regia di Alberto Gagnarli
- Il sole sulla collina regia di Massimo Stinco
- La dama di Picche
- Equivoci e sentimenti di Gianna Schelotto
- Bora di Anna Maria Mori
- L'estrosa abbondanza, poesie di Anne Sexton, regia di Alberto Gagnarli
- Come se io non ci fossi, letture e mise en espace da Bagheria di Dacia Maraini
- Come se io non ci fossi di Slavenka Drakulić
- I monologhi della vagina di Eve Ensler
- Rosaspina di Anne Sexton
- Amiche nella fatica, nella gioia, nel capogiro di questa vita di Margaret Mazzantini
- Per vivere meglio di Judith Viorst
- Ma come fa a far tutto? Storia di una mamma che lavora...
- Gli amori impossibili, di Italo Calvino
- La carta gialla
- Parole a caso, poesie di Giuseppe Zagarrio e di altri poeti siciliani e fiorentini
- La scoperta dell'alba, lettura per Walter Veltroni
- La rana nel pozzo/E vogliamo lavorar regia di Giorgio Bandini, musiche di Enrico Fink
- Ti si accorta Alberta?, regia di Sergio Ciulli
- La maternità offesa di Doretta Boretti
- A servizio, di Valerio Aiolli, regia di Sergio Ciulli